# 丽喉龙蜥
丽喉龙蜥（学名：Diploderma formosgulae）一种于中华人民共和国云南省西北部迪庆藏族自治州德钦县羊拉乡金沙江干热河谷地带发现的爬行动物，隶属于鬣蜥科（飞蜥科）龙蜥属。

## 保护
本种于2023年被收录入《有重要生态、科学、社会价值的陆生野生动物名录》。